# Doomscrolling
Doomscrolling oder Doomsurfing bezeichnet das exzessive Konsumieren negativer Nachrichten im Internet. Der gesteigerte Konsum vornehmlich negativer Schlagzeilen kann gesundheitsschädliche psychophysiologische Folgen haben.

## Geschichte

### Wortherkunft
Laut der Finanzjournalistin Karen Ho soll der Begriff im Oktober 2018 auf der Social-Media-Plattform Twitter erstmals aufgekommen sein. Allerdings gibt es auch Hinweise, dass der Begriff schon früher genutzt wurde und zumindest das dahinterstehende Phänomen schon länger bekannt ist.
Die Tätigkeit des Doomscrollings kann mit einem älteren Phänomen aus den 1970er-Jahren verglichen werden, dem Gemeine-Welt-Syndrom: „Die Überzeugung, dass die Welt ein gefährlicherer Ort zum Leben ist, als sie es tatsächlich ist – als Ergebnis einer langfristigen Exposition gegenüber gewaltbezogenen Inhalten im Fernsehen.“ Studien zeigen, dass Menschen, die beunruhigende Nachrichten sehen, nach weiteren Informationen zu diesem Thema suchen, wodurch ein sich selbst verstärkender Kreislauf entsteht.
Im herkömmlichen Sprachgebrauch ist das englische Wort „doom“ (Schicksal, Verhängnis, Verderben) mit der Finsternis und dem Bösen konnotiert und bezieht sich auf das Schicksal einer Person. Insbesondere in den Anfangsjahren des Internets war „surfen“ ein gängiger Begriff für das Navigieren innerhalb einer und zwischen verschiedenen Webseiten. Unter Scrolling versteht man das Verschieben von Bildschirminhalten wie Texten, Bildern etc.
Dictionary.com kürte den Begriff im August 2020 zum Monats-Toptrend. Das Macquarie Dictionary wählte „Doomscrolling“ 2020 zum Committee’s Choice Word of the Year. Im September 2023 wurde der Begriff in das Merriam-Webster’s Collegiate Dictionary aufgenommen.

### Popularität
Der Begriff gewann während der COVID-19-Pandemie, der Proteste infolge des Todes von George Floyd, während der Präsidentschaftswahl in den Vereinigten Staaten 2020 und des Sturms auf das Kapitol in Washington 2021 sowie des Russischen Überfalls auf die Ukraine 2022 an Popularität.
Doomscrolling verbreitete sich insbesondere während der COVID-19-Pandemie. Mangels belastbarer neuer Informationen rund um die pandemische Lage waren Internetnutzer während des Durchscrollens ihrer Nachrichtenfeeds mit einer großen Menge Fake News konfrontiert. Dieser sich selbst verstärkende Kreislauf an schlechten Nachrichten war verbreitet genug, um der Popularität des Begriffs Doomscrolling vor allem auf Social-Media-Plattformen wie Twitter und Instagram einen Schub zu geben.

## Erklärungen

### Negative Voreingenommenheit
Doomscrolling kann mit der natürlichen negativen Voreingenommenheit von Menschen beim Verarbeiten von Informationen in Verbindung stehen. Negative Voreingenommenheit bezeichnet ein Konzept, wonach negative Ereignisse einen größeren Einfluss auf das Wohlbefinden eines Einzelnen haben als gute Ereignisse. Laut Jeffrey Hall, einem Professor für Kommunikationswissenschaften an der University of Kansas, erregen aufgrund des Normalzustands der Zufriedenheit des Einzelnen potenzielle Bedrohungen seine Aufmerksamkeit. Ein Psychiater des Wexner Medical Center an der Ohio State University stellt dazu fest, dass Menschen „es alle verinnerlicht haben, das Negative zu sehen und davon angezogen zu werden, da es [ihnen] auch physischen Schaden zufügen kann.“ Er beruft sich dabei auf die Evolution als Grund dafür, warum Menschen das Negative suchen: Wenn seine Vorfahren beispielsweise herausfanden, wie eine urzeitliche Kreatur ihnen schaden konnte, konnte der Mensch dadurch ein solches Schicksal vermeiden.
Im Vergleich zu den Urmenschen bemerken Menschen in der heutigen Zeit nicht, dass sie solche negativen Informationen suchen. Algorithmen auf den Social-Media-Plattformen erkennen die Inhalte, für die ein Nutzer sich interessiert, und zeigen ihm daraufhin mehr gleichartige Inhalte an. Dies kann die Tätigkeit des Doomscrollings weiter befeuern. Thea Gallagher, Direktorin des Center for the Treatment and Study of Anxiety der Perelman School of Medicine an der University of Pennsylvania fasst diesen Umstand so zusammen: „Menschen haben eine Frage, wollen eine Antwort und gehen davon aus, dass es ihnen damit besser ginge. Man scrollt weiter und weiter. Viele denken, das sei hilfreich, fühlen sich aber letztendlich danach schlechter.“

### Anatomie des Gehirns
Doomscrolling, der Zwang, sich mit negativen Nachrichten zu beschäftigen, könnte das Ergebnis eines evolutionären Mechanismus sein, bei dem der Mensch „darauf programmiert ist, Gefahren zu erkennen und zu antizipieren“. Durch das häufige Verfolgen von Ereignissen, die mit negativen Schlagzeilen einhergehen, kann das Informiertbleiben das Gefühl vermitteln, besser vorbereitet zu sein; allerdings kann ein längeres Scrollen auch zu einer Verschlechterung der Stimmung und der psychischen Gesundheit führen, da persönliche Ängste verstärkt werden könnten.
Der Gyrus frontalis inferior spielt eine wichtige Rolle bei der Informationsverarbeitung und der Integration neuer Informationen in die Überzeugungen über die Realität. Dort „filtert das Gehirn selektiv schlechte Nachrichten“, wenn neue Informationen präsentiert werden, um die Überzeugungen zu aktualisieren. Wenn eine Person Doomscrolling betreibt, fühlt sich das Gehirn möglicherweise bedroht und schaltet daraufhin seinen „Filter für schlechte Nachrichten“ ab.
In einer Studie, in der Forscher den linken Gyrus frontalis inferior mittels transkranieller Magnetstimulation (TMS) manipulierten, war es wahrscheinlicher, dass die Patienten negative Informationen bei der Aktualisierung ihrer Überzeugungen berücksichtigten. Dies deutet darauf hin, dass der linke Gyrus frontalis inferior dafür verantwortlich sein könnte, schlechte Nachrichten daran zu hindern, persönliche Überzeugungen zu verändern. Wenn den Teilnehmern unter Einfluss von TMS positive Informationen präsentiert wurden, aktualisierte das Gehirn die Überzeugungen dennoch als Reaktion auf die positiven Nachrichten. Die Studie deutet auch darauf hin, dass das Gehirn selektiv Informationen filtert und Überzeugungen in einer Weise aktualisiert, die Stress und Angst reduziert, indem es gute Nachrichten mit höherer Wertschätzung verarbeitet. Verstärktes Doomscrolling setzt das Gehirn größeren Mengen an ungünstigen Nachrichten aus und kann die Fähigkeit des Gehirns einschränken, gute Nachrichten anzunehmen und schlechte Nachrichten zu ignorieren. Dies kann zu negativen Emotionen führen, die wiederum dazu führen, dass man sich ängstlich, deprimiert und isoliert fühlt.

## Auswirkungen auf die Gesundheit

### Psychologische Effekte
Gesundheitsexperten wiesen darauf hin, dass exzessives Doomscrolling einen negativen Einfluss auf bereits vorhandene psychische Erkrankungen hat. Während die Auswirkungen des Doomscrollings für den Einzelnen insgesamt unterschiedlich sein können, fühlt man sich danach meist unruhig, gestresst, ängstlich, deprimiert und isoliert. Bei Personen, die unter kognitiven Verzerrungen leiden, kann Doomscrolling zu einer Zunahme von Grübeln und Panikattacken führen. Studien deuten auch auf einen Zusammenhang zwischen dem Konsum schlechter Nachrichten und einem höheren Maß an Angst, Depression, Stress und sogar ähnlichen Symptomen wie bei einer Posttraumatischen Belastungsstörung hin.
Psychologieprofessoren der University of Sussex führten eine Studie durch, bei der die Teilnehmer Fernsehnachrichten mit „positiv, neutral und negativ bewerteten Inhalten“ sahen. Die Studie ergab, dass die Teilnehmer, die die negativen Nachrichtensendungen sahen, eine Zunahme von Angst, Traurigkeit und katastrophalen Tendenzen in Bezug auf ihre persönlichen Sorgen zeigten.
Eine von Psychologen in Zusammenarbeit mit der Huffington Post durchgeführte Studie ergab, dass Teilnehmer, die morgens drei Minuten lang negative Nachrichten sahen, sechs bis acht Stunden später mit 27 % höherer Wahrscheinlichkeit von einem schlechten Tag berichteten. Im Vergleich dazu berichtete die Gruppe, die lösungsorientierte Nachrichten sah, in 88 % der Fälle von einem guten Tag.
Ein 2023 erschienener Preprint legt nahe, dass die Wirkung des Doomscrollings „bidirektional“ affektiv erfolgt; über die Folgen aufgeklärte Personen können also auch zu positiveren Beiträgen wechseln, um ihre Grundstimmung zu heben.

### Physische Effekte
Die klinische Psychologin Carla Marie Manly äußerte, dass Doomscrolling manche Menschen süchtig machen könne, weil es ihnen in unsicheren Zeiten ein Gefühl der Sicherheit vermittele. Experten erklärten ebenfalls, dass Doomscrolling den Schlafrhythmus stören, die Aufmerksamkeit senken und zu übermäßiger Nahrungsaufnahme führen könne. Deborah Serani, Professorin am Gordon F. Derner Institute of Advanced Psychological Studies an der Adelphi University in Garden City (New York), erklärte, dass diese Art von Medien eine Verteidigungsoperation auslöse. Im Detail sei dabei die erste Verteidigungslinie die Abkapselung. Bei der Abkapselung versuche eine Person, „die Darstellung des Traumas einzuschließen oder abzuschotten“, was zu einer Verleugnung führe. Experten beschreiben das Phänomen ähnlich wie den Akt des „Abschaltens“; es könne zu Müdigkeit, platter Sprache und kognitivem Abbau führen.